# Моложава Наталія Михайлівна
Наталія Михайлівна Моложава (31 серпня 1901, село Велика Бурімка, тепер Чорнобаївського району Черкаської області — 1989) — українська радянська діячка, вчителька, директор низки шкіл Полтавської області. Депутат Верховної Ради УРСР 4—5-го скликань.

## Біографія
Народилася в багатодітній родині селянина-бідняка у 1901 (за іншими даними — 1905) році. Незабаром батьки померли і Наталія Моложава виховувалася в родині старшої сестри. Наймитувала. Закінчила двокласне училище і шостий додатковий клас.
У 1921—1923 роках — завідувачка початкової школи села Михайлівки Чорнобаївського району.
У 1923—1927 роках — студентка Полтавського інституту народної освіти (педагогічного інституту).
У 1927—1932 роках — вчителька української мови та літератури Решетниківської семирічної школи Новосанжарського району Полтавщини. Була організатором хору та драмгуртка в селі Решетниках.
У 1932—1941 роках — вчителька української мови та літератури у школах міст Полтави та Києва.
Під час німецько-радянської війни у 1941 році була евакуйована до Саратовської області РРФСР, а у 1942 році — до Омської області РРФСР, де працювала завідувачем навчальної частини (завучем) і викладачем історії та конституції СРСР інтернату евакуйованої Ленінградської середньої школи № 176.
У вересні 1944—1948 роках — директор Білицької середньої школи смт Білики Кобеляцького району Полтавської області. У 1948—1956 роках — директор Білицької семирічної школи Кобеляцького району Полтавської області.
З вересня 1956 року — директор Кустолівської семирічної школи Кобеляцького району Полтавської області.
Потім — на пенсії.

## Нагороди
- орден Трудового Червоного Прапора (1953)
- ордени
- медалі
- знак «Відмінник народної освіти»
- Почесна грамота Омського облвиконкому